# Beaverdell Range
Beaverdell Range är ett berg i Kanada.   Det ligger i provinsen British Columbia, i den södra delen av landet, 3 200 km väster om huvudstaden Ottawa. Toppen på Beaverdell Range är 1 434 meter över havet, eller 53 meter över den omgivande terrängen. Bredden vid basen är 2,1 km.
Terrängen runt Beaverdell Range är kuperad åt sydväst, men åt nordost är den platt.Trakten runt Beaverdell Range är nära nog obefolkad, med mindre än två invånare per kvadratkilometer.. Det finns inga samhällen i närheten.
I omgivningarna runt Beaverdell Range växer i huvudsak barrskog.